# Toine Manders

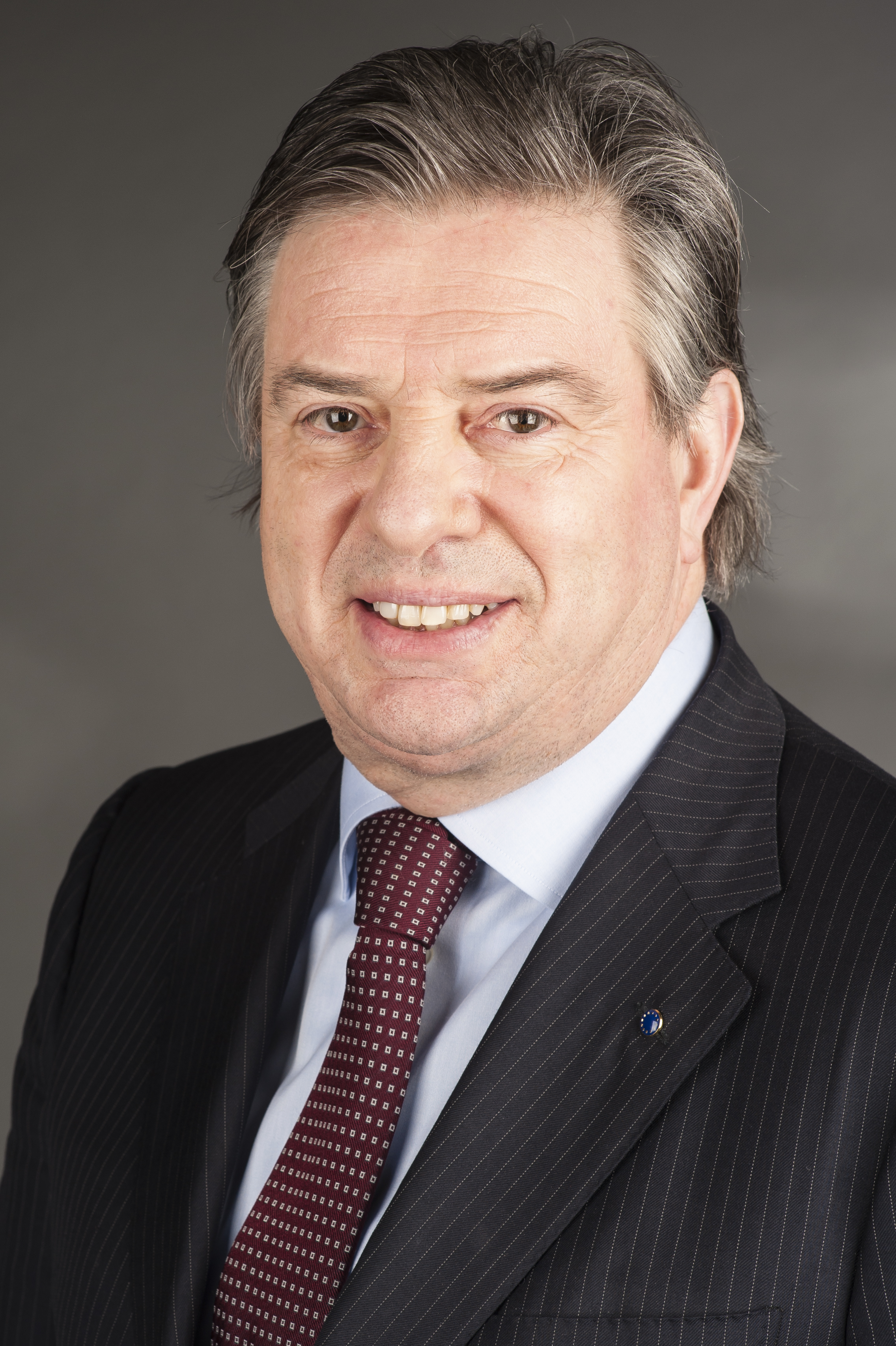
Toine Manders (2014)

Antonius Jozef Maria (Toine) Manders (* 14. März 1956 in Stiphout) ist ein niederländischer Politiker (CDA, ehemals 50PLUS und VVD). Er war von 1999 bis 2013 für die VVD, ab 2019 für 50PLUS und ist seit dem 2. Juni 2020 für den CDA Mitglied des Europäischen Parlaments.

## Leben
Manders studierte Industrielle Formgebung in Tilburg und Rechtswissenschaft in Maastricht und war danach als Dozent und Anwalt tätig. 1994 wurde er für die VVD in den Gemeinderat von Asten gewählt und ein Jahr später in den Provinzrat von Noord-Brabant. Beide Ämter hatte er bis 1999 inne. Seitdem gehört Manders dem Europäischen Parlament an. Hier verfasste er Berichte über eine Richtlinie über Umwelthaftung sowie zur Vermeidung und Sanierung von Umweltschäden nach dem „Verursacherprinzip“.
Im Oktober 2013 verließ er die VVD, um bei der Europawahl 2014 als Listenführer für 50plus anzutreten. Die VVD sei seiner Meinung nach zu weit nach rechts gerückt. 50PLUS verpasste den Einzug in Europaparlament jedoch knapp. Zur Europawahl 2019 trat Manders erneut als Spitzenkandidat an und konnte den Einzug ins Europäische Parlament realisieren. Seit dem 2. Juni 2020 ist er Mitglied des Europäischen Parlaments für den christdemokratischen CDA.